# Jézeau
Jézeau település Franciaországban, Hautes-Pyrénées megyében. Lakosainak száma 104 fő (2022. január 1.). Jézeau Fréchet-Aure, Ardengost, Arreau, Bareilles, Cazaux-Debat, Ferrère és Pailhac községekkel határos.

## Népesség
A település népességének változása:
| Lakosok száma | 104  | 100  | 101  | 97   | 94   | 93   | 96   | 100  | 104  |
|               | 2013 | 2015 | 2016 | 2017 | 2018 | 2019 | 2020 | 2021 | 2022 |